# Frogs Legnano 2010
Questa voce raccoglie le informazioni riguardanti i Frogs Legnano nelle competizioni ufficiali della stagione 2010.

## Roster
| Roster dei Frogs Legnano (2010) |
| --- |
| Quarterback - 1 Yari Gorla Running Back - 34 Fabio Iannotta - 40 Mattia Binda - 49 Luca Gobbi Pansana Wide Receiver - 80 Gabriele Gangale - 82 Virginio Caronni K/P - 85 Daniele Resta - 89 S. Fazzi Tight End - 83 Antonio Speroni Offensive Linemen - 51 Mattia Carrozzo - 58 Domenico Bellarosa C Defensive Linemen - 67 N. Legnani Linebacker - 5 Gianluca Spinelli LB/RB - 35 Nicolò Cernuto - 55 Simone Colescia Defensive Back - 4 Francesco Iura - 27 Michele Galli - 33 Prospero Grasso CB/RB Special Team - 6 Kevin Khat |

## Golden League FIF 2010

### Stagione regolare
| San Vittore Olona 7 marzo 2010, ore ? CEST 1ª giornata | Frogs Legnano | 15 – 32 (0-8 8-0 7-6 0-18) referto | Red Jackets Luni | C.S. Comunale, via Roma 23 |
| \| \| \| \| \| Caronni V. Q2 (TD) 11yd pass da Gorla Y. Binda M. Q2 (tpc) rush Binda M. Q3 (TD) 11yd run Caronni V. Q3 (pat) \| Marcatori \| Milani J. Q1 (TD) 19yd run Buchi Q1 (tpc) rush Tavecchia F. Q3 (TD) 36yd run Milani J. Q4 (TD) 56yd run Milani J. Q4 (TD) 3yd run Mancuso A. Q4 (TD) 10yd run \| |               | |                  |                            |
| |               | |                  |                            |
| Caronni V. Q2 (TD) 11yd pass da Gorla Y. Binda M. Q2 (tpc) rush Binda M. Q3 (TD) 11yd run Caronni V. Q3 (pat) | Marcatori     | Milani J. Q1 (TD) 19yd run Buchi Q1 (tpc) rush Tavecchia F. Q3 (TD) 36yd run Milani J. Q4 (TD) 56yd run Milani J. Q4 (TD) 3yd run Mancuso A. Q4 (TD) 10yd run |                  |                            |

| Milano 14 marzo 2010, ore ? CEST 2ª giornata | Bozart Rams Milano | 9 – 21 (0-0 3-6 0-8 6-7) referto | Frogs Legnano | C.S. Saini, via Corelli 132 |
| \| \| \| \| \| Vailati A. Q2 (FG) 36yd field goal Bogianchino M. Q4 (TD) 3yd run \| Marcatori \| Iannotta F. Q2 (TD) 7yd run Grasso P. Q3 (TD) 6yd run Caronni V. Q3 (tpc) pass da Gorla Y. Iannotta F. Q4 (TD) 42yd run Caronni V. Q4 (pat) \| |                    | |               |                             |
| |                    | |               |                             |
| Vailati A. Q2 (FG) 36yd field goal Bogianchino M. Q4 (TD) 3yd run | Marcatori          | Iannotta F. Q2 (TD) 7yd run Grasso P. Q3 (TD) 6yd run Caronni V. Q3 (tpc) pass da Gorla Y. Iannotta F. Q4 (TD) 42yd run Caronni V. Q4 (pat) |               |                             |

| Grugliasco 20 marzo 2010, ore ? CEST 3ª giornata | Blacks Rivoli | 25 – 15 (3-3 7-6 0-0 15-6) referto                                                                                  | Frogs Legnano |  |
| \| \| \| \| \| Di Tunisi S. Q1 (FG) 30yd field goal Brena A. Q2 (TD) 18yd pass da Bisiani A. Grimaldi M. Q4 (TD) 2yd run Di Tunisi S. Q4 (tpc) pass da Bisiani A. Roagna S. Q4 (TD) 25yd run Di Tunisi S. Q4 (pat) \| Marcatori \| Caronni V. Q1 (FG) 18yd field goal Caronni V. Q2 (TD) 6yd pass da Gorla Y. Spinelli G. Q4 (TD) 5yd pass da Gorla Y. \| |               | |               |  |
| |               | |               |  |
| Di Tunisi S. Q1 (FG) 30yd field goal Brena A. Q2 (TD) 18yd pass da Bisiani A. Grimaldi M. Q4 (TD) 2yd run Di Tunisi S. Q4 (tpc) pass da Bisiani A. Roagna S. Q4 (TD) 25yd run Di Tunisi S. Q4 (pat) | Marcatori     | Caronni V. Q1 (FG) 18yd field goal Caronni V. Q2 (TD) 6yd pass da Gorla Y. Spinelli G. Q4 (TD) 5yd pass da Gorla Y. |               |  |

| San Vittore Olona 27 marzo 2010, ore ? CEST 4ª giornata                                                                    | Frogs Legnano | 9 – 6 (0-0 3-0 0-6 6-0) referto | Briganti Napoli | C.S. Comunale, via Roma 23 |
| \| \| \| \| \| Caronni V. Q2 (FG) 23yd field goal Gorla Y. Q4 (TD) 2yd run \| Marcatori \| Vettorel P. Q3 (TD) 31yd run \| |               |                                 |                 |                            |
| |               |                                 |                 |                            |
| Caronni V. Q2 (FG) 23yd field goal Gorla Y. Q4 (TD) 2yd run                                                                | Marcatori     | Vettorel P. Q3 (TD) 31yd run    |                 |                            |

| Roma 11 aprile 2010, ore ? CEST 5ª giornata | Gladiatori Roma | 15 – 13 (12-7 0-0 0-6 3-0) referto                                                     | Frogs Legnano |  |
| \| \| \| \| \| Manias D. Q1 (TD) 69yd run Imbriani C. Q1 (TD) 14yd pass da Frattaroli J. Pietragalla A. Q4 (FG) 33yd field goal \| Marcatori \| Iannotta F. Q1 (TD) 14yd run Caronni V. Q1 (pat) Grasso P. Q3 (TD) 82yd kickoff return \| |                 |                                                                                        |               |  |
| |                 |                                                                                        |               |  |
| Manias D. Q1 (TD) 69yd run Imbriani C. Q1 (TD) 14yd pass da Frattaroli J. Pietragalla A. Q4 (FG) 33yd field goal | Marcatori       | Iannotta F. Q1 (TD) 14yd run Caronni V. Q1 (pat) Grasso P. Q3 (TD) 82yd kickoff return |               |  |

| San Vittore Olona 25 aprile 2010, ore ? CEST 7ª giornata | Frogs Legnano | 35 – 34 (6-0 8-14 14-14 7-6) referto | Bobcats Parma | C.S. Comunale, via Roma 23 |
| \| \| \| \| \| Iannotta F. Q1 (TD) 5yd run Caronni V. Q2 (TD) 22yd pass da Gorla Y. Fazzi F. Q2 (tpc) pass da Gorla Y. Iannotta F. Q2 (TD) 1yd run Resta D. Q3 (TD) 6yd pass da Gorla Y. Iannotta F. Q3 (tpc) rush Resta D. Q4 (TD) 7yd pass da Gorla Y. Caronni V. Q4 (pat) \| Marcatori \| Lazzaretti L. Q2 (TD) 23yd pass da Amadasi P. Amadasi P. Q2 (tpc) rush Armah P. Q2 (TD) 11yd run Armah P. Q3 (TD) 63yd run Armah P. Q3 (tpc) rush Armah P. Q3 (TD) 10yd run Lazzaretti L. Q4 (TD) 12yd pass da Amadasi P. \| |               | |               |                            |
| |               | |               |                            |
| Iannotta F. Q1 (TD) 5yd run Caronni V. Q2 (TD) 22yd pass da Gorla Y. Fazzi F. Q2 (tpc) pass da Gorla Y. Iannotta F. Q2 (TD) 1yd run Resta D. Q3 (TD) 6yd pass da Gorla Y. Iannotta F. Q3 (tpc) rush Resta D. Q4 (TD) 7yd pass da Gorla Y. Caronni V. Q4 (pat) | Marcatori     | Lazzaretti L. Q2 (TD) 23yd pass da Amadasi P. Amadasi P. Q2 (tpc) rush Armah P. Q2 (TD) 11yd run Armah P. Q3 (TD) 63yd run Armah P. Q3 (tpc) rush Armah P. Q3 (TD) 10yd run Lazzaretti L. Q4 (TD) 12yd pass da Amadasi P. |               |                            |

| San Vittore Olona 2 maggio 2010, ore ? CEST 8ª giornata | Frogs Legnano | 20 – 28 (6-15 0-7 6-6 8-0) referto | Bengals Brescia | C.S. Comunale, via Roma 23 |
| \| \| \| \| \| Caronni V. Q1 (TD) 4yd pass da Gorla Y. Binda M. Q3 (TD) 18yd run Binda M. Q4 (TD) 15yd run Binda M. Q4 (tpc) rush \| Marcatori \| Barbolla R. Q1 (TD) 14yd run Scarpolini M. Q1 (pat) Barbolla R. Q1 (TD) 8yd run Fuffa M. Q1 (tpc) pass da Longo I. Barbolla R. Q2 (TD) 20yd pass da Longo I. Scarpolini M. Q2 (pat) Barbolla R. Q3 (TD) 27yd run \| |               | |                 |                            |
| |               | |                 |                            |
| Caronni V. Q1 (TD) 4yd pass da Gorla Y. Binda M. Q3 (TD) 18yd run Binda M. Q4 (TD) 15yd run Binda M. Q4 (tpc) rush | Marcatori     | Barbolla R. Q1 (TD) 14yd run Scarpolini M. Q1 (pat) Barbolla R. Q1 (TD) 8yd run Fuffa M. Q1 (tpc) pass da Longo I. Barbolla R. Q2 (TD) 20yd pass da Longo I. Scarpolini M. Q2 (pat) Barbolla R. Q3 (TD) 27yd run |                 |                            |

| Vedano Olona 9 maggio 2010, ore 14:30 CEST 9ª giornata | Skorpions Varese | 20 – 26 (0-7 7-0 13-7 0-12) referto | Frogs Legnano | Centro Sportivo Comunale |
| \| \| \| \| \| Raffaele A. Q2 (TD) 13yd pass da Garnica Gallardo M. Bianchi C. Q2 (pat) Garnica Gallardo M. Q3 (TD) 44yd run Bianchi C. Q3 (pat) Bianchi C. Q3 (TD) 1yd run \| Marcatori \| Binda M. Q1 (TD) 15yd run Caronni V. Q1 (pat) Fazzi S. Q3 (TD) 21yd pass da Gorla Y. Caronni V. Q1 (pat) Caronni V. Q4 (TD) 5yd pass da Gorla Y. Caronni V. Q4 (TD) 8yd pass da Gorla Y. \| |                  | |               |                          |
| |                  | |               |                          |
| Raffaele A. Q2 (TD) 13yd pass da Garnica Gallardo M. Bianchi C. Q2 (pat) Garnica Gallardo M. Q3 (TD) 44yd run Bianchi C. Q3 (pat) Bianchi C. Q3 (TD) 1yd run | Marcatori        | Binda M. Q1 (TD) 15yd run Caronni V. Q1 (pat) Fazzi S. Q3 (TD) 21yd pass da Gorla Y. Caronni V. Q1 (pat) Caronni V. Q4 (TD) 5yd pass da Gorla Y. Caronni V. Q4 (TD) 8yd pass da Gorla Y. |               |                          |

### Playoff
| Vedano Olona 15 maggio 2010, ore ? CEST Wild Card | Frogs Legnano | 15 – 7 (0-0 0-0 0-0 15-7) referto                                       | Skorpions Varese | Centro Sportivo Comunale, via Roma |
| \| \| \| \| \| Gorla Y. Q4 (TD) 1yd run Caronni V. Q4 (pat) Caronni V. Q4 (TD) 4yd pass da Gorla Y. Resta D. Q4 (tpc) pass da Gorla Y. \| Marcatori \| Texeira W. Q4 (TD) 45yd pass da Garnica Gallardo M. Bianchi C. Q4 (pat) \| |               |                                                                         |                  |                                    |
| |               |                                                                         |                  |                                    |
| Gorla Y. Q4 (TD) 1yd run Caronni V. Q4 (pat) Caronni V. Q4 (TD) 4yd pass da Gorla Y. Resta D. Q4 (tpc) pass da Gorla Y. | Marcatori     | Texeira W. Q4 (TD) 45yd pass da Garnica Gallardo M. Bianchi C. Q4 (pat) |                  |                                    |

| Brescia 23 maggio 2010, ore ? CEST Semifinale | Bengals Brescia | 14 – 8 (7-0 0-8 7-0 0-0) referto                                 | Frogs Legnano | Centro Sportivo Comunale |
| \| \| \| \| \| Barbolla R. Q1 (TD) 16yd run Scarpolini M. Q1 (pat) Barbolla R. Q3 (TD) 56yd run Scarpolini M. Q3 (pat) \| Marcatori \| Iannotta F. Q2 (TD) 2yd run Caronni V. Q2 (tpc) pass da Gorla Y. \| |                 |                                                                  |               |                          |
| |                 |                                                                  |               |                          |
| Barbolla R. Q1 (TD) 16yd run Scarpolini M. Q1 (pat) Barbolla R. Q3 (TD) 56yd run Scarpolini M. Q3 (pat) | Marcatori       | Iannotta F. Q2 (TD) 2yd run Caronni V. Q2 (tpc) pass da Gorla Y. |               |                          |

## Statistiche di squadra
| Competizione | %Vittorie | In casa | In casa | In casa | In casa | In casa | In casa | In trasferta | In trasferta | In trasferta | In trasferta | In trasferta | In trasferta | Totale | Totale | Totale | Totale | Totale | Totale |
| Competizione | %Vittorie | G       | V       | N       | P       | Pf      | Ps      | G            | V            | N            | P            | Pf           | Ps           | G      | V      | N      | P      | Pf     | Ps     |
| ------------ | --------- | ------- | ------- | ------- | ------- | ------- | ------- | ------------ | ------------ | ------------ | ------------ | ------------ | ------------ | ------ | ------ | ------ | ------ | ------ | ------ |
| Campionato   | .500      | 4       | 2       | 0       | 2       | 79      | 100     | 4            | 2            | 0            | 2            | 75           | 69           | 8      | 4      | 0      | 4      | 154    | 169    |
| Playoff      | .500      | 1       | 1       | 0       | 0       | 15      | 7       | 1            | 0            | 0            | 1            | 8            | 14           | 2      | 1      | 0      | 1      | 23     | 21     |
| Totale       | .500      | 5       | 3       | 0       | 2       | 94      | 107     | 5            | 2            | 0            | 34           | 83           | 93           | 10     | 5      | 0      | 5      | 92     | 90     |